# Los Jacales
Los Jacales är en ort i Mexiko.   Den ligger i kommunen Tacámbaro och delstaten Michoacán de Ocampo, i den södra delen av landet, 250 km väster om huvudstaden Mexico City. Los Jacales ligger 2 019 meter över havet och antalet invånare är 152.
Terrängen runt Los Jacales är lite bergig. Runt Los Jacales är det ganska tätbefolkat, med 80 invånare per kvadratkilometer. Närmaste större samhälle är Tacámbaro de Codallos, 4,8 km sydost om Los Jacales. I omgivningarna runt Los Jacales växer huvudsakligen savannskog.